# Xaçınabad
Xaçınabad è un comune dell'Azerbaigian situato nel distretto di Beyləqan. Conta una popolazione di 195 abitanti.